# Anolis gorgonae
El lagarto azul de Gorgona (Anolis gorgonae) (también conocido como novagecko) es una especie de reptil escamoso de la familia Polychrotidae. Es endémico de la isla Gorgona, en Colombia. Como su nombre común indica, es de color azul agrisado; vive en el interior de la selva de Gorgona y suele permanecer en los troncos de los árboles 

## Estado de conservación
Debido al entorno desolado y naturaleza evasiva de A. gorgonae, ha sido difícil estimar exactamente su población, pero expertos aseguran que está en peligro de extinción. Su especie es devorada progresivamente por el introducido Basiliscus galeritus y amenazada por la deforestación. El mayor daño causado al hábitat de A. gorgonae ocurrió cuando se construyó la cárcel de Gorgona al interior de la isla en los años 50. Ha sido propuesto que algunos ejemplares sean capturados para un programa de reproducción en cautiverio.